# هنریک دالسگارد
هنریک دالسگارد (انگلیسی: Henrik Dalsgaard؛ زادهٔ ۲۷ ژوئیهٔ ۱۹۸۹) بازیکن فوتبال اهل دانمارک است.
از باشگاه‌هایی که در آن بازی کرده‌است می‌توان به باشگاه فوتبال زولته وارخم اشاره کرد.
وی همچنین در تیم‌های ملی فوتبال دانمارک بازی کرده‌است.